# Cydosia
Cydosia es el único género de la tribu Cydosiini en la subfamilia Acontiinae. Las pocas especies se distribuyen por Argentina a lo largo de los Andes hasta el Caribe y Centroamérica, alcanzando el sur de EUA.

## Especies
- Cydosia aurivitta Grote & Robinson, 1868
- Cydosia nobilitella (Cramer, 1780)
- Cydosia curvinella Guenée, 1879 (syn: Cydosia phaedra Druce, 1897)